# فلو (همکار علمی)
فِلو (به انگلیسی: Fellow) به همکاران در آکادمی‌ها، انجمن‌های علمی یا هر گروه علمی‌ برای انجام هدفی یکسان گفته می‌شود.